# NGC 5510
NGC 5510 est une petite galaxie irrégulière de type magellanique située dans la constellation de la Vierge. Sa vitesse par rapport au fond diffus cosmologique est de 1 698 ± 18 km/s, ce qui correspond à une distance de Hubble de 25,0 ± 1,8 Mpc (∼81,5 millions d'al). NGC 5510 a été découverte par l'astronome américain Ormond Stone en 1886.
La classe de luminosité de NGC 5510 est V-VI et elle présente une large raie HI. Elle renferme également des régions d'hydrogène ionisé.